# Bristol Rovers F.C.
Bristol Rovers Football Club – klub piłkarski z miasta Bristol w Anglii grający w League Two. Ich największym lokalnym rywalem jest Bristol City, a zaraz po nim: Cardiff City i Swindon Town.

## Piłkarze

### Aktualny skład
stan na 27 września 2022.
| Nr | Poz. | Piłkarz                                          |
| -- | ---- | ------------------------------------------------ |
| 1  | BR   | James Belshaw                                    |
| 2  | OB   | James Connolly                                   |
| 3  | OB   | Lewis Gordon                                     |
| 4  | PO   | Josh Grant                                       |
| 5  | OB   | Alfie Kilgour                                    |
| 6  | PO   | Sam Finley (vice-kapitan)                        |
| 8  | PO   | Zain Westbrooke                                  |
| 9  | NA   | John Marquis                                     |
| 10 | NA   | Aaron Collins                                    |
| 11 | NA   | Sylvester Jasper (na wypożyczeniu z Fulham F.C.) |
| 14 | PO   | Jordan Rossiter                                  |
| 15 | PO   | Paul Coutts (Kapitan)                            |
| 16 | OB   | Nick Anderton                                    |
| 17 | OB   | Lewis Gibson (na wypożyczeniu z Everton F.C.)    |

| Nr | Poz. | Piłkarz                                            |
| -- | ---- | -------------------------------------------------- |
| 18 | NA   | Ryan Loft                                          |
| 19 | PO   | Harry Anderson                                     |
| 20 | OB   | Trevor Clarke                                      |
| 21 | PO   | Antony Evans                                       |
| 22 | NA   | Harvey Saunders                                    |
| 23 | PO   | Luke McCormick                                     |
| 25 | PO   | Glenn Whelan                                       |
| 28 | OB   | James Gibbons                                      |
| 30 | OB   | Luca Hoole                                         |
| 32 | BR   | Anssi Jaakkola                                     |
| 33 | PO   | Alex Rodman                                        |
| 34 | PO   | Jerry Lawrence                                     |
| 37 | OB   | Bobby Thomas (na wypożyczeniu z Burnley F.C.)      |
| -  | NA   | Josh Coburn (na wypożyczeniu z Middlesbrough F.C.) |